# Ла-Торре (Авіла)
Ла-Торре (ісп. La Torre) — муніципалітет в Іспанії, у складі автономної спільноти Кастилія-і-Леон, у провінції Авіла. Населення — 279 осіб (2010).
Муніципалітет розташований на відстані близько 110 км на захід від Мадрида, 23 км на захід від Авіли.
На території муніципалітету розташовані такі населені пункти: (дані про населення за 2010 рік)
- Бальбарда: 71 особа
- Блача: 81 особа
- Гуаренья: 30 осіб
- Око: 2 особи
- Санчикорто: 12 осіб
- Ла-Торре: 83 особи

## Демографія
Динаміка населення (INE ):